# Forstmühle (Altenthann)
Forstmühle ist ein Gemeindeteil der Gemeinde Altenthann im Oberpfälzer Landkreis Regensburg (Bayern).

## Geografische Lage
Das Dorf Forstmühle liegt in der Region Regensburg, ungefähr 3 Kilometer südöstlich von Altenthann am Otterbach an der Staatsstraße 2145.

## Geschichte
Forstmühle war eine Sägemühle am Rande des Donaustaufer Forstes. Daher leitet sich ihr Name ab.
Forstmühle wurde 1466 im Stiftbrief erstmals schriftlich erwähnt, als Parsifal Zenger aus ihrem Ertrag 1 Pfund Regensburger Pfennig für das Benefizium beim St. Michaelsaltar in Altenthann stiftete.
Sie gehörte zum Lichtenwalder Gericht und wurde auch als Mühl zu Altenthann bezeichnet.
1498 gilt sie als Zubehör zu Lichtenwald und taucht 1560 im Stiftregister von Adlmannstein auf.
1610 wird die Einschicht Forstmühle vom Landgericht Donaustauf eingezogen.
Zum Stichtag 23. März 1913 (Osterfest) gehörte Forstmühle zur Pfarrei Altenthann und hatte 9 Häuser und 68 Einwohner.
Am 31. Dezember 1990 hatte Forstmühle 76 Einwohner und gehörte zur Pfarrei Altenthann.